# Prohemerobius quatuorpictus
Prohemerobius quatuorpictus là một loài côn trùng trong họ Prohemerobiidae thuộc bộ Neuroptera. Loài này được Bode miêu tả năm 1953.